# Gauliga Westfalen
La Gauliga Westfalen fue la liga de fútbol más importante de la provincia de Westfalia de Prusia y el pequeño Estado Libre de Lippe durante el periodo de la Alemania Nazi entre 1933 y 1945.

## Historia
La liga fue creada en 1933 por orden de la Oficina Nazi de Deportes luego de que en régimen nazi llegara al poder en Alemania a causa del Tercer Reich como reemplazo de varias ligas regionales que existían en ese entonces. 
La primera edición de la liga contó con la participación de 10 equipos, los cuales se enfrentaban todos contra todos a visita recíproca, en donde el campeón clasificaba a la fase nacional de la Gauliga, mientras que los dos últimos lugares de cada temporada descendían de categoría. El formato de competencia se mantuvo hasta 1940.
A causa de la Segunda Guerra Mundial en 1939 la temporada de 1939/40 fue retrasada hasta noviembre, y para la temporada 1940/41 la liga se expandió a 12 equipos pero con 4 descensos de categoría, retornando a 10 equipos para la temporada siguiente y se mantuvo así hasta 1944.
El inminente colapso de la Alemania Nazi en 1945 afectó seriamente al sistema de Gauliga, provocando la suspensión de la liga en la temporada 1944/45 a tan solo tres fechas de haber iniciado. El fútbol fue suspendido en la región de Westfalia a causa de la ocupación británica y se reanudó cuando fue creada la Oberliga West en 1946.
A lo largo de su existencia la liga fue dominada por el FC Schalke 04, quien ganó cada una de las 11 ediciones de la liga, logrando ganar el título nacional de la Gauliga en tres ocasiones, llegando a la final en 5 ocasiones así como el haber ganado la Copa de Alemania en una ocasión en 5 veces que llegó a la final, con lo que fue la liga más exitosa durante el periodo de la Alemania Nazi.

## Equipos Fundadores
Estos fueron los 10 equipos que disputaron la temporada inaugural de la liga en 1933/34:
| - FC Schalke 04 - SV Höntrop - SuS Hüsten 09 - SV Germania Bochum - SpVgg 12 Herten | - DSC Hagen - SV Viktoria Recklingshausen - Preußen Münster - Sportfreunde 95 Dortmund - Arminia Bielefeld |

## Lista de Campeones
| Temporada | Campeón       | Finalista               |
| --------- | ------------- | ----------------------- |
| 1933-34   | FC Schalke 04 | SV Höntrop              |
| 1934-35   | FC Schalke 04 | SV Höntrop              |
| 1935-36   | FC Schalke 04 | SV Germania Bochum      |
| 1936-37   | FC Schalke 04 | Westfalia Herne         |
| 1937-38   | FC Schalke 04 | Borussia Dortmund       |
| 1938-39   | FC Schalke 04 | VfL Bochum              |
| 1939-40   | FC Schalke 04 | Arminia Bielefeld       |
| 1940-41   | FC Schalke 04 | Gelsenguß Gelsenkirchen |
| 1941-42   | FC Schalke 04 | Borussia Dortmund       |
| 1942-43   | FC Schalke 04 | VfL Altenbögge          |
| 1943-44   | FC Schalke 04 | VfL Altenbögge          |

## Posiciones Finales 1933-44
| Club                       | 1934 | 1935 | 1936 | 1937 | 1938 | 1939 | 1940 | 1941 | 1942 | 1943 | 1944 |
| -------------------------- | ---- | ---- | ---- | ---- | ---- | ---- | ---- | ---- | ---- | ---- | ---- |
| FC Schalke 04              | 1    | 1    | 1    | 1    | 1    | 1    | 1    | 1    | 1    | 1    | 1    |
| SV Höntrop                 | 2    | 2    | 3    | 7    | 6    | 10   |      |      |      |      |      |
| SuS Hüsten 09              | 3    | 7    | 4    | 5    | 9    |      |      |      |      |      |      |
| Germania Bochum 1          | 4    | 5    | 2    | 8    | 5    |      |      |      |      |      |      |
| SpVgg Herten               | 5    | 4    | 6    | 4    | 7    | 9    |      |      | 9    |      |      |
| DSC Hagen                  | 6    | 9    |      |      |      |      |      | 9    |      |      |      |
| Viktoria Recklinghausen    | 7    | 10   |      |      |      |      |      |      |      |      |      |
| Preußen Münster            | 8    | 3    | 9    |      |      | 7    | 7    | 12   |      |      |      |
| Sportfreunde Dortmund      | 9    |      |      |      |      |      |      |      |      |      |      |
| Arminia Bielefeld 3        | 10   |      |      |      |      | 6    | 2    | 6    | 6    | 7    | 10   |
| Westfalia Herne            |      | 6    | 5    | 2    | 3    | 4    | 4    | 5    | 7    | 5    | 5    |
| Union Recklinghausen       |      | 8    | 10   |      |      |      |      |      |      |      |      |
| TuS Bochum 1               |      |      | 7    | 10   |      |      |      |      |      |      |      |
| SV 08 Buer-Erle            |      |      | 8    | 9    |      |      |      |      |      |      |      |
| Borussia Dortmund          |      |      |      | 3    | 2    | 3    | 9    | 4    | 2    | 6    | 3    |
| SV Rotthausen              |      |      |      | 6    | 10   |      |      |      |      |      |      |
| SpVgg Röhlinghausen        |      |      |      |      | 5    | 5    | 10   | 7    | 8    | 3    | 7    |
| Arminia Marten             |      |      |      |      | 8    | 8    | 8    | 10   |      | 10   |      |
| VfL Bochum 1 2             |      |      |      |      |      | 2    | 3    | 8    | 3    | 4    | 6    |
| VfB Bielefeld 3            |      |      |      |      |      |      | 5    | 3    | 10   |      |      |
| Gelsenguss Gelsenkirchen 4 |      |      |      |      |      |      | 6    | 2    | 4    | 8    | 9    |
| Union Gelsenkirchen        |      |      |      |      |      |      |      | 11   |      |      |      |
| VfB Altenbögge             |      |      |      |      |      |      |      |      | 5    | 2    | 2    |
| STV Horst-Emscher          |      |      |      |      |      |      |      |      |      | 9    |      |
| SpVgg Erkenschwick         |      |      |      |      |      |      |      |      |      |      | 4    |

- 1 Germania Bochum y TuS Bochum se fusionaron en 1938 para formar al VfL Bochum.
- 2 VfL Bochum y Preussen 07 Bochum formaron al KSG Bochum para la temporada 1943-44.
- 3 VfB Bielefeld y Arminia Bielefeld formaron al KSG Bielefeld para la temporada 1943-44.
- 4 Gelsenguss Gelsenkirchen cambió su nombre por el de Alemannia Gelsenkirchen en 1942.